# Simge Aköz
Simge Şebnem Aköz est une joueuse de volley-ball turque née le 23 avril 1991 à Samsun. Elle mesure 1,68 m et joue au poste de libero. Elle totalise 34 sélections en équipe de Turquie.

## Clubs
| Club                | De        | À         |
| ------------------- | --------- | --------- |
| UPS Istanbul        | 2005-2006 | 2009-2010 |
| Yeşilyurt Istanbul  | 2010-2011 | 2013-2014 |
| Çanakkale Belediye  | 2014-2015 | 2014-2015 |
| Halkbank Ankara     | 2015-2016 | 2015-2016 |
| Eczacıbaşı Istanbul | 2016-2017 | …         |

## Palmarès

### Équipe nationale
- Ligue des nations
  - Vainqueur : 2023.
  - Finaliste : 2018.
- Championnat d'Europe
  - Vainqueur : 2023.
  - Finaliste : 2019.

### Clubs
- Championnat du monde des clubs
  - Vainqueur : 2016, 2023.
  - Finaliste : 2019.
- Coupe de la CEV
  - Vainqueur : 2018.
- Championnat de Turquie
  - Finaliste : 2018, 2019, 2023, 2024.
- Coupe de Turquie
  - Vainqueur : 2019.
  - Finaliste : 2018.
- Supercoupe de Turquie
  - Vainqueur: 2018, 2019, 2020.

### Distinctions individuelles
- Championnat d'Europe de volley-ball féminin 2019: Meilleure libéro.
- Championnat du monde des clubs de volley-ball féminin 2019 : Meilleure libéro[2].